# 帕爾霍緬科韋
50°53′32″N 24°6′56″E / 50.89222°N 24.11556°E
帕爾霍緬科韋（烏克蘭語：Пархоменкове），是烏克蘭西北部的村莊，隸屬沃倫州的沃洛德米爾區。該村始建於1967年，面積0.26平方公里，2001年人口60，人口密度每平方公里232.56人。